# Sashi-e
Dans le monde de l'estampe japonaise ukiyo-e les sashi-e (en japonais : 挿絵, littéralement : « image insérée ») sont des illustrations de journaux ou de magazines réalisées en noir et blanc par gravure sur bois et insérées lors de l'impression pour accompagner le texte imprimé au moyen de caractères mobiles. Subordonnées au texte, elles en représentent un épisode. Elles apparaissent pendant l'ère Meiji (entre 1868 et 1912).
Elles se distinguent des kuchi-e, planches en couleur placées au dos du livre ou glissées dans des revues littéraires pour donner aux lecteurs une idée du sujet de l'ouvrage.
Parmi les artistes japonais qui ont produit des sashi-e, on peut citer Hirezaki Eihō, Shunshosai Hokuchō, Toshikata Mizuno et Makoto Wada.